# Graomys
Genre
Graomys est un genre de rongeurs de la famille des Cricétidés.

## Liste des espèces
- Graomys centralis (Thomas, 1902)
- Graomys domorum (Thomas, 1902)
- Graomys edithae Thomas, 1919
- Graomys griseoflavus (Waterhouse, 1837)